# 芬蘭鑄幣廠
芬蘭鑄幣廠  （芬蘭語：Suomen Rahapaja）是芬蘭的國有鑄幣廠，負責生產芬蘭的硬幣。芬蘭鑄幣廠成立於1860年的沙皇俄國統治時期。芬蘭鑄幣廠亦曾經生產愛沙尼亞
、希臘、盧森堡、斯洛維尼亞、賽普勒斯、愛爾蘭共和國的歐元硬幣，以及瑞典克朗和丹麥克朗的硬幣。

## 外部連結
- Official website